# فرانز تيشنر
فرانز تيشنر (بالألمانية: Franz Taeschner) (1888-1967م) هو مستشرق ألماني اهتم بالفتوة عند الصوفية.